# Mária Kövi-Zalai
Mária Kövi-Zalai (* 20. Oktober 1924 als Mária Kövi in Târgu Mureș, Königreich Rumänien; † 28. Oktober 2013 in Budapest) war eine ungarische Turnerin.

## Leben
Sie wuchs die ersten fünf Jahre in Târgu Mureș auf, ihr Vater war Automechaniker und Fußballspieler. Die Familie zog 1929 nach Kőbánya in Ungarn. Sie besuchte die Grundschule an der Százados út, die sie 1934 beendete. 1939 wurde sie auf Empfehlung Mitglied des Sportvereins Postás SE, neben dem Turnen engagierte sie sich dort auch in der Leichtathletik, trainiert wurde sie neben anderen von Anna Irén Kael. Sie absolvierte die Höhere Handelsschule Katalin Dobó für Frauen in Budapest, die sie im Jahr 1941 erfolgreich abschloss. Im Jahr 1957 erwarb sie ein Diplom als Turntrainerin an der Hochschule für Leibeserziehung in Budapest und arbeitete von 1962 bis 1965 als Trainerin für die Nationalmannschaft. Danach war sie als Buchhalterin bei einer Textilfabrik in Kőbánya tätig. Mária Kövi war zweimal verheiratet, ihr erster Ehemann war der Fußballspieler  László Zalai, ihr zweiter Ehemann der Turner Károly Kocsis, Mitglied des Vereins Újpesti Dózsa.

## Erfolge
Mária Kövi-Zalai gehörte von 1946 bis 1952 zum Kader der ungarischen Turnnationalmannschaft. 1946 wurde sie am Boden und am Sprung ungarische Meisterin und wiederholte diesen Erfolg 1949 im Mannschaftsmehrkampf. Bereits 1948 gab sie in London ihr Olympiadebüt, bei dem sie zur ungarische Riege im Mannschaftsmehrkampf gehörte. Gemeinsam mit Erzsébet Balázs, Anna Fehér, Erzsébet Gulyás-Köteles, Irén Karcsics, Margit Nagy-Sándor, Olga Tass und Edit Weckinger erzielte sie 440,55 Punkte, womit die Ungarinnen hinter den siegreichen Tschechoslowakinnen, die mit 445,45 Punkten Olympiasiegerinnen wurden, und vor den mit 422,60 Punkten drittplatzierten US-Amerikanerinnen den zweiten Platz belegten und die Silbermedaillen erhielten.
Bei den Olympischen Sommerspielen 1952 in Helsinki gelang ihr dieser Erfolg erneut. Erneut belegte die ungarische Mannschaft, die aus Kövi-Zalai, Andrea Bodó, Irén Karcsics-Daruházi, Erzsébet Gulyás-Köteles, Ágnes Keleti, Margit Korondi, Edit Weckinger-Perényi und Olga Tass bestand, den zweiten Platz, diesmal hinter der Sowjetunion und vor der Tschechoslowakei. In derselben Mannschaftsaufstellung traten die Ungarinnen auch in der Gruppengymnastik an. Mit 71,60 Punkten schlossen sie den Wettkampf auf dem Bronzerang ab, hinter den Schwedinnen, die auf 74,20 Punkten kamen sowie den zweitplatzierten Turnerinnen aus der Sowjetunion, die 73,00 Punkte erzielten. Den Einzelmehrkampf beendete Kövi-Zalai auf dem 14. Platz. An den Einzelgeräten erreichte sie beim Pferdsprung mit dem neunten Platz ihr bestes Resultat, während sie am Stufenbarren Rang zwölf und am Boden Rang 13 belegte. Am Schwebebalken kam sie indes nicht über den 33. Platz hinaus.
Nach ihrer aktiven Karriere arbeitete Kövi-Zalai als Turntrainerin und war dabei unter anderem 1954 Trainerin der ungarischen Nationalmannschaft. Zu einem späteren Zeitpunkt war sie Abteilungsleiterin in einer Uhrenfabrik in Budapest. Kövi-Zalai war mit Károly Kocsis verheiratet, der ebenfalls 1952 an den olympischen Turnwettkämpfen teilnahm.